# Лук горночесночный
Лук горночесночный (лат. Allium oreoscordum) — многолетнее травянистое растение, вид рода Лук (Allium) семейства Луковые (Alliaceae).

## Распространение и экология
В природе ареал вида охватывает Тянь-Шань (Чаткальский хребет). Эндемик.
Произрастает на каменистых и щебнистых склонах.

## Ботаническое описание
Луковицы no 1—2 прикреплены к восходящему корневищу, узкоконнческие, толщиной около 1 см, с коричневатыми или буроватыми сетчатыми оболочками. Стебель высотой 25—50 см, при основании одетый сближенными, гладкими влагалищами листьев.
Листья в числе 5—7 линейные, шириной 3—б мм, плоские, жёсткие, по краю шероховатые, значительно короче стебля.
Зонтик шаровидный, многоцветковый, густой. Листочки почти шаровидного околоцветника зеленовато-беловатые, по спинке зеленоватые или грязно-пурпурные, длиной около 4 мм, широко-эллиптические, тупые, наружные — лодочковидные, едва короче внутренних. Нити тычинок в полтора раза длиннее листочков околоцветника, при самом основании сросшиеся. Столбик выдается из околоцветника.
Коробочка равна околоцветнику.

## Таксономия
Вид Лук горночесночный входит в род Лук (Allium) семейства Луковые (Alliaceae) порядка Спаржецветные (Asparagales).
|  |                                      |  |                                                             |                                                             |                   |  | ещё 24 семейства (согласно Системе APG II) | ещё 24 семейства (согласно Системе APG II) |                        |  |  |  | ещё более 870 видов |
|  |                                      |  |                                                             |                                                             |                   |  | ещё 24 семейства (согласно Системе APG II) | ещё 24 семейства (согласно Системе APG II) |                        |  |  |  | ещё более 870 видов |
|  |                                      |  |                                                             | порядок Спаржецветные                                       |                   |  |                                            |                                            | род Лук                |  |  |  |                     |
|  |                                      |  |                                                             | порядок Спаржецветные                                       |                   |  |                                            |                                            | род Лук                |  |  |  |                     |
|  | отдел Цветковые, или Покрытосеменные |  |                                                             |                                                             | семейство Луковые |  |                                            |                                            | вид Лук горночесночный |  |  |  |                     |
|  | отдел Цветковые, или Покрытосеменные |  |                                                             |                                                             | семейство Луковые |  |                                            |                                            |                        |  |  |  |                     |
|  |                                      |  | ещё 44 порядка цветковых растений (согласно Системе APG II) | ещё 44 порядка цветковых растений (согласно Системе APG II) |                   |  |                                            | ещё около 300 родов                        | ещё около 300 родов    |  |  |  |                     |
|  |                                      |  |                                                             | ещё 44 порядка цветковых растений (согласно Системе APG II) |                   |  |                                            |                                            | ещё около 300 родов    |  |  |  |                     |